# Хуторки (Московская область)
Хуторки — посёлок в городском округе Истра Московской области России. До 2004 года — посёлок 1-го отделения совхоза Курсаково. Расположен у автодороги Балтия, в 15 км к западу от города Истры, на левом берегу реки Молодильни, высота — 205 м над уровнем моря. С 2006 по 2017 года входил в состав сельского поселения Ядроминское Истринского района.

## Население
| 2002 | 2006 | 2010 |
| ---- | ---- | ---- |
| 143  | ↗154 | ↗166 |